# Янай, Хагар
Хагар Янай (ивр. הגר ינאי‎, род. 1973, Barkai, Хадера) — израильская писательница. Она является лауреатом Премии премьер-министра Израиля для писателей 2008 года и Премии Деворы Омер за литературные произведения для учащихся средних классов и молодёжи. Она также является трёхкратным обладателем премии Геффена за лучшее оригинальное фэнтези на иврите.

## Биография
Хагар Янай родилась в кибуце Баркай. После службы в армии она два года изучала антропософию в кибуце Хардуф, а затем отправилась в Японию, где в течение года обучалась у мастера дзен в Токио и работала хостесс в ночных клубах. Некоторое время она провела в дзэн-буддийском монастыре в Киосё. Её первая книга «Женщина в свете» была вдохновлена её романом с настоятелем монастыря. Янай получила степень бакалавра по литературному творчеству и сценарному мастерству в Школе искусств «Камера-Обскура», а также степень магистра по литературе в Университете имени Бен-Гуриона в Негеве.

## Литературная карьера
Янай работала журналисткой в журнале «Хаим Ахерим» («Другая жизнь») и в воскресном приложении к ежедневной еврейской газете «Гаарец». Она также была книжным критиком еврейской ежедневной газеты Глобс, а также литературным и кинокритиком Второго телеканала Израиля. Янай работает литературным редактором, преподаёт литературное творчество и является книжным критиком на радиостанции Армии обороны Израиля и Первом канале израильского телевидения.
Вторая книга Янай «Машина вечности Алекса» описывает путешествие мятежной женщины-солдата на Голанских высотах. Солдат Дуба сбегает от молодого и агрессивного офицера, который хочет её перевоспитать, и ищет Алекса, молодого гения физики, в которого она влюбилась в юности, и который пытается изобрести Вечный двигатель. Книга была номинирована на премию Сапира по литературе 2006 года.
Третья книга Янай, «Левиафан Вавилона», является первой из фэнтезийной трилогии. Она написала эту книгу в новаторской попытке создать широкую аудиторию на израильской литературной сцене для жанра фэнтези — её любимого. Книга повествует о приключениях Йонатана Марголиса и его сестры Эллы, которые попадают в параллельный мир, Вавилонскую империю, которой правит Гильдия Хашдарпанов — жестоких врачей-жрецов, которые боятся восстания Левиафана, сына Бездны. Книга черпает вдохновение из еврейской, вавилонской и ближневосточной мифологии. В 2007 году «Левиафан Вавилона» был удостоен премии Геффена за лучшее оригинальное фэнтези на иврите.
Четвёртая книга Янай и вторая в трилогии «Левиафан Вавилона», «Вода между мирами», была опубликована в феврале 2008 года. В ней описывается начало великой битвы за Вавилонскую империю. Четверым главным героям первой книги — Йонатану и Элле Марголис, Гилелю Бен-Шахару и принцессе Нин-Урмуз — предстоит пройти ещё более сложные испытания. В 2008 году роман «Вода между мирами» был удостоен премии Геффена за лучшее оригинальное фэнтези на иврите.
Третья книга трилогии «Левиафан Вавилонский», «В бездну», была опубликована в 2017 году издательством Modan and Ocean Publishing. Роман «Вода между мирами» был удостоен премии Геффена 2018 года за лучшее оригинальное фэнтези на иврите и премии Деворы Омер 2019 года за литературное произведение, ориентированное на детей среднего и юношеского возраста.
В 2008 году Янай также была удостоена Премии премьер-министра за произведения на иврите.

## Опубликованные произведения
- A Woman in Light, Jerusalem, Keter, 2001
- Alex's Eternity Machine, Jerusalem, Keter, 2004
- The Leviathan of Babylon, (Fantasy, Leviathan Trilogy I), Jerusalem, Keter, 2006
- The Water Between the Worlds, (Fantasy, Leviathan Trilogy II), Jerusalem, Keter, 2008
- A Safe Place For The Heart, Kinneret Zmora-Bitan Dvir, 2011
- Into The Abyss, (Fantasy, Leviathan Trilogy III), Modan and Ocean Publishing, 2017
- Mila And The Dream Snatchers (Middle Grade),Tel Aviv, Am Oved, 2019
- The universe beyond the horizon - conversations with Professor Haim Eshed, Jerusalem, Yedioth Books, 11/2020[11][12]